# Schwechat
Schwechat est une ville du District de Bruck an der Leitha, en Basse-Autriche, située au Sud-Est de Vienne.

## Histoire
Au cours de la période de l'Empire romain, la région de Schwechat a été le foyer de la colonie de Nova Ala. La ville a été mentionnée pour la première fois dans un document en 1334.
En 1724, une usine textile a été créée à Schwechat. Schwechat a massivement profité de la vague d'industrialisation autrichienne du XIXe siècle ; un grand nombre de sociétés établies alors, existe encore de nos jours (comme la brasserie). Vers 1764, Johans Jacob Wolff seigneur d'Ehrenbrunn commanda au peintre Franz Anton Maulbertsch une Victoire de saint Jacques de Compostelle pour le plafond du chœur de l'église, détruite en 1944. Une ébauche de cette fresque est conservée au Palais du Belvédère à Vienne.
Elle a été élevée au rang de ville en 1924, mais a été incorporée au statut politique de Vienne en 1938. Elle a retrouvé son indépendance en tant que ville, en 1954.
La restructuration du Musée des techniques de Vienne, en 1999, s'est accompagnée du transfert de plusieurs locomotives et wagons vers le musée ferroviaire de Schwechat, près de la gare, le long de la ligne Vienne-Bratislava. Outre les trains à gabarit standard, le musée possède une collection originale de train touristiques et industriels pour voies ferrées à écartement de 600 mm. Lors de certaines manifestations, les visiteurs peuvent effectuer un parcours en locomotive à vapeur, éventuellement dans la cabine du conducteur.

## Géographie
Schwechat est nommé d'après la rivière Schwechat, qui coule à travers le cœur de la ville. La ville est divisée en quatre sous-sections, appelées communautés cadastrales - Kledering, Mannswörth, Rannersdorf et Schwechat. La ville s'étend sur une zone de 44,7 km2. Elle se trouve à 162 mètres au-dessus du niveau de la mer.

## Économie
Elle est surtout connue pour abriter l'aéroport de la ville de Vienne et pour une marque de bière locale homonyme, Brauerei Schwechat, propriété du groupe néerlandais Heineken. Elle abrite également un terminal de transport de pétrole et une raffinerie du groupe autrichien OMV.

## Jumelage
- Alanya (Turquie)
- Burghausen (Allemagne)
- Gladbeck (Allemagne)
- Enfield (Royaume-Uni) depuis 1966
- Skalica (Slovaquie)
- Wandlitz (Allemagne)

## Personnalité lié à la ville
- Leopold Bucher (1797–1858), Peintre.
- Johann Ableidinger (1855–1941), Maire de 1911-1919 et historien local.
- Birgit Denk (1971), Chanteur et leader du groupe de rock « pensent ».
- Anton Dreher (1810-1863), Maître brasseur.
- Christopher Dibon (1990), joueur autrichien de football.

## Sport
A Rannersdorf est situé le stade Rudolf-Tonn inauguré en 1980 d'une capacité de 7 000 places.
Il y a une piscine couverte, une piscine externe (en été) et une patinoire (en hiver).